# Bordhund

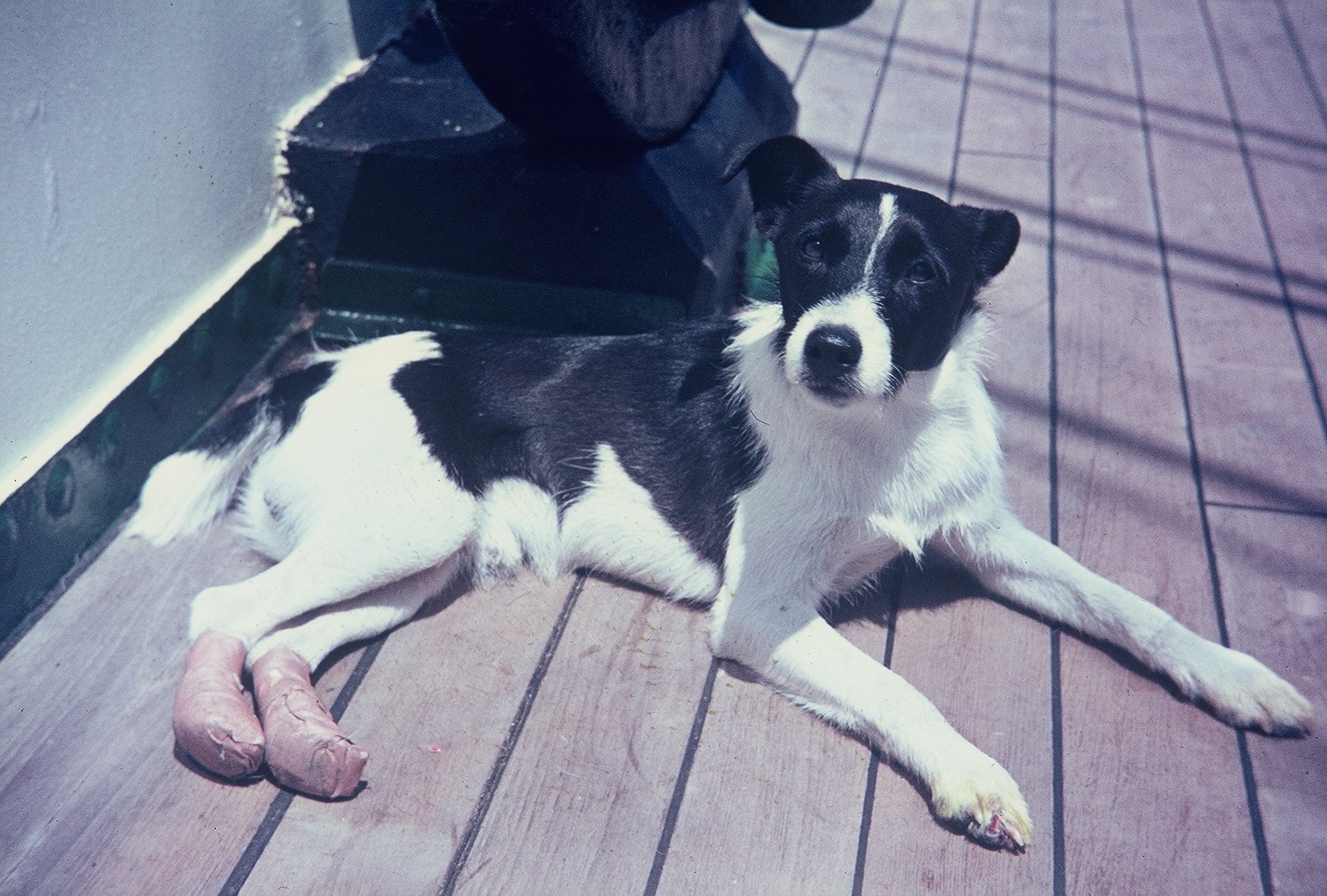
„Gogo“, Bordhund der Gorch Fock mit säureverletzten Hinterpfoten (1968)

Als Bordhund wird ein Haushund bezeichnet, der gemeinsam mit der Schiffsbesatzung auf einem Boot oder Schiff lebt und diese auf ihren Fahrten begleitet. Bordhunde gibt es sowohl in der zivilen Seeschifffahrt und der Binnenschifffahrt als auch in der Marine, wobei das Leben von Tieren auf Kriegsschiffen besser dokumentiert ist.

## Geschichte der Bordtiere
Lebende Tiere begleiteten von jeher Seefahrer und Marinesoldaten. Bereits die Wikinger nutzten sie als eine Form von „lebendem Proviant“. In der Ausrüstungsliste für die Weltumsegelung Fernando Magellans finden sich drei Schweine und sieben Kühe, die den Seeleuten unterwegs frisches Fleisch und Milch liefern sollten.
Gegen die Rattenplage auf Segelschiffen wurden häufig Hauskatzen an Bord genommen. In einigen Seefahrernationen durfte kein Schiff ohne Katze auslaufen. Admiral Nelson sorgte höchstpersönlich für das Wohl seiner Schiffskatze. Im Zweiten Weltkrieg wurde „Oskar der Unsinkbare“ berühmt; er überlebte die Versenkung der Bismarck, der Cossack und der Ark Royal. Simon ist bis heute die einzige Katze, die für ihre Verdienste bei der Bekämpfung einer Rattenplage mit der Dickin Medal ausgezeichnet wurde.
Neben den nützlichen Bordkatzen wurden auch exotische Tiere auf Schiffen mitgeführt: Der Schlachtkreuzer New Zealand hatte einen Bordaffen und Werner von Langsdorff berichtet über „Fips“, eine Meerkatze, die im Ersten Weltkrieg von einem torpedierten Schiff gerettet wurde und ein Jahr auf U 35 mitfuhr. „Joshua der Brennbare“ sprang als brennender Affe in die Takelage des feindlichen Führungsschiffs. Der freche Papagei „Nelson“ wurde Opfer seiner Freßgier.

## Hunde

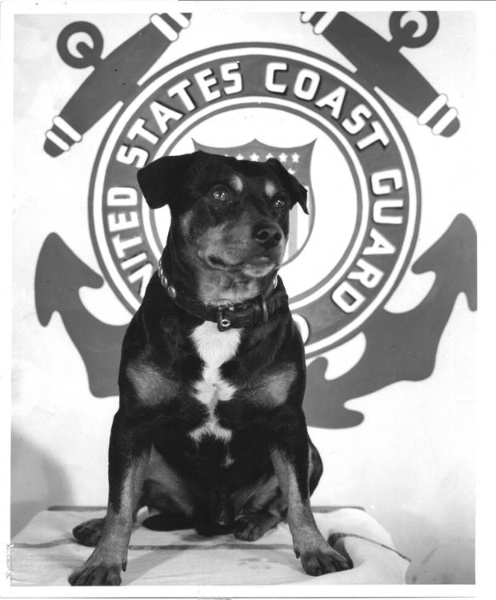
Sindbad, USCG (Ret.), K9C (Chief Petty Officer, Dog)

Haushunde, die gemeinhin als treue Begleiter des Menschen gelten, wurden selten als Diensthund an Bord der Schiffe eingesetzt, sondern vielmehr von der Mannschaft als Maskottchen angesehen, entsprechend liebevoll versorgt und dienten dabei auch der Abwechslung und Unterhaltung.
In der Royal Navy gehören Bordhunde zur Tradition. „Judy“ (1937–1950) rettete 1941 Männer der sinkenden Grasshopper und war der einzige Hund, der als Kriegsgefangener registriert wurde. Zum Tode verurteilt, überlebte sie im Dschungel von Sumatra. Wieder in England, wurde sie mit der Dickin Medal geehrt.
„Bamse“ war ein St. Bernhardshund, der auf einem Minensuchboot der norwegischen Marine im Zweiten Weltkrieg als Bordhund zwei Seeleuten das Leben rettete und zu einem Symbol für den norwegischen Widerstand wurde. „Jill die Wunderbare“, Schiffshündin auf der Korvette HMS Diamond, hielt einen über Bord gegangenen Matrosen über Wasser, bis Hilfe nahte.
Auch auf US-Schiffen wurden Bordhunde mitgeführt. Der bekannteste Vertreter ist „Sindbad“, der auf einem der Patrouillenboot der Küstenwache von 1938 bis 1949 beheimatet war.
Der wohl erste Bordhund auf einem Kriegsschiff der Bundesmarine war der Dackel „Poldi“ auf der Gneisenau. Viele Hunde kamen als Streuner oder Welpen an Bord. Oft lebten sie bei den „Heizern“. Manche entgingen der Seekrankheit, indem sie den ruhigsten Platz im Schiff fanden, mittschiffs beim Magnetkompass. Als Ausgehpäckchen hatten sie einen Matrosenkragen mit Dienstgradabzeichen von Mannschaften. Nicht wenige erhielten eine Seebestattung. Bei der Bundesmarine gab es die Bordhunde bis in die 1980er Jahre.
Berühmt war „Whisky“, eine Terrierhündin auf der Gorch Fock. Sie fuhr unter den ersten beiden Kommandanten Erhardt und Lohmeyer. Als sie in New York City nicht rechtzeitig vom Landgang kam und das Schiff ohne sie auslief, wurde sie von einem Schnellboot der Coast Guard „nach Hause“ gebracht. Ihre Nachfolgerin „Gogo“ wurde von Hans v. Stackelberg übernommen. „Seppl“ wurde auf dem schnellen Minensucher Wega zum „Taucher und Rettungsschwimmer“ ausgebildet.

## Bücher
- Jürgen Rath: Schiffszwieback, Pökelfleisch und Koje. 1. Auflage. Köhler Verlag, Hamburg 2004, ISBN 3-7822-0892-7.